# Gösta Sandberg (tidningsman)
Gösta Sandberg, född 10 februari 1927 i Skellefteå, död 1 september 2012 i Stockholm, var en svensk tidningsman.

## Biografi
Efter att bland annat har arbetat på Asea (1944-1945) och AB Scharins Söner  (1946-1951) inledde han sin journalistbana som lokalredaktör för Västerbottens Folkblad i Vilhelmina. Han arbetade på tidningen mellan 1952 och 1960. Sandberg var sedan redaktör och ansvarig utgivare för fackförbundstidningen Fabriksarbetaren mellan 1960 och 1968. Därefter var han till 1971 pressombudsman på Landsorganisationen, LO. 
År 1971 tillträdde han som chefredaktör för kvällstidningen Aftonbladet och innehade den posten under tio år, till 1981. Därefter var han anställd på LO fram till 1986.